# Самохвалове
Самохва́лове (до 1948 року — Шаку́л, крим. Şaqul) — село в Україні, у Бахчисарайському районі Автономної Республіки Крим. Підпорядковане Поштівській селищній раді. Розташоване на півночі району.
Відстань від райцентру до населеного пункта становить 10 кілометрів по прямій.

## Населення
За даними перепису населення 2001 року, у селі мешкало 558 осіб. Мовний склад населення села був таким:
| Мова              | Число ос. | Відсоток |
| ----------------- | --------- | -------- |
| українська        | 44        | 7,89     |
| російська         | 270       | 48,39    |
| кримськотатарська | 233       | 41,76    |
| білоруська        | 3         | 0,54     |
| польська          | 1         | 0,18     |